# 31480 Jonahbutler
31480 Jonahbutler è un asteroide della fascia principale. Scoperto nel 1999, presenta un'orbita caratterizzata da un semiasse maggiore pari a 2,2788225 UA e da un'eccentricità di 0,1243018, inclinata di 4,21843° rispetto all'eclittica.